# Jens Jurgensen
Pour les articles homonymes, voir Jurgensen.
Jens Jurgensen est un musicien allemand, principalement connu pour être le bassiste de Boss Hog.
Recruté en 1991, alors qu'il était étudiant aux beaux-arts, il fait partie avec Hollis Queens de la deuxième formation de Boss Hog, toujours autour de Cristina Martinez et de Jon Spencer. Il aura participé à l'ensemble de la discographie du groupe à partir de cette date.
Ses autres participations l'ont amené à jouer dans deux autres groupes, Loudspeaker et LO-Hi, au sein duquel officie aussi Hollis Queens.

## Liens
- Boss Hog
- Loudspeaker
- LO-Hi